# Zombi 2

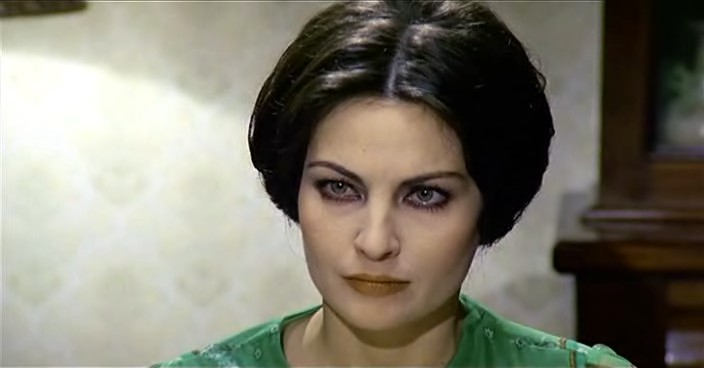
Olga Karlatos

Zombi 2 (Nederlandse bioscooptitel: Zombies; Vlaamse bioscooptitel: De hel van de zombies; ook bekend als Zombie 2, Zombie en Zombie Flesh Eaters) is een Italiaanse horrorfilm uit 1979, geregisseerd door Lucio Fulci. De titel van de film moet suggereren dat het hier gaat om een vervolg op Dawn of the Dead (in Italië uitgebracht als Zombi), maar behalve de zombiethematiek hebben beide films niets met elkaar te maken. Zombi 2 kreeg in 1988 een vervolg met Zombi 3.

## Verhaal
Een zombie wordt gevonden aan boord van een verlaten schip voor de kust van New York die toebehoort aan een beroemde, maar vermiste wetenschapper. Peter West, journalist, reist met de dochter van deze wetenschapper naar een eiland op de Antillen op zoek naar de vermiste wetenschapper en ontdekken geleidelijk de oorsprong van de zombies.

## Rolverdeling
| Acteur               | Personage                                  |
| -------------------- | ------------------------------------------ |
| Tisa Farrow          | Anne Bowles                                |
| Ian McCulloch        | Peter West                                 |
| Richard Johnson      | Dr. David Menard                           |
| Al Cliver            | Brian Hull                                 |
| Auretta Gay          | Susan Barrett                              |
| Stefania D'Amario    | Menards verpleegkundige                    |
| Olga Karlatos        | Paola Menard                               |
| Dakar                | Lucas (onvermeld)                          |
| Ugo Bologna          | Anne's vader (onvermeld)                   |
| Ramón Bravo          | Onderwater zombie (onvermeld)              |
| Ottaviano Dell'Acqua | Zombie met wormen in de oogkas (onvermeld) |
| Lucio Fulci          | Peters redacteur (onvermeld)               |